# Abou Ouattara
Abou Ouattara (Bouaké, 25 de diciembre de 1999) es un futbolista burkinés que juega en la demarcación de centrocampista para el F. C. Sheriff Tiraspol de la División Nacional de Moldavia.

## Selección nacional
Tras jugar en la selección de fútbol sub-20 de Burkina Faso, finalmente hizo su debut con la selección absoluta el 27 de febrero de 2016 en un partido amistoso contra Egipto que finalizó con un resultado de 2-0 a favor del combinado egipcio tras un doblete de Abdallah Said. Además disputó cuatro partidos de clasificación para la Copa Africana de Naciones de 2019.

## Clubes
| Club                   | País         | Año       | Partidos | Goles |
| ---------------------- | ------------ | --------- | -------- | ----- |
| Salimata et Taséré FC  | Burkina Faso | 2015-2016 |          |       |
| Majestic FC            | Burkina Faso | 2016      |          |       |
| Horoya A. C.           | Guinea       | 2016-2017 |          |       |
| R. K. V. Malinas       | Bélgica      | 2018      | 1        | 0     |
| Lille O. S. C. II      | Francia      | 2019      | 11       | 3     |
| Lille O. S. C.         | Francia      | 2019-2020 | 1        | 0     |
| Vitória S. C. (cedido) | Portugal     | 2020-2021 | 11       | 1     |
| Amiens S. C. (cedido)  | Francia      | 2021      | 12       | 0     |
| Valenciennes F. C.     | Francia      | 2021-2022 | 17       | 0     |
| F. C. Sheriff Tiraspol | Moldavia     | 2022-     | 32       | 4     |

## Palmarés

### Títulos nacionales
| Título                | Club                   | País     | Año  |
| --------------------- | ---------------------- | -------- | ---- |
| Superliga de Moldavia | F. C. Sheriff Tiraspol | Moldavia | 2023 |
| Copa de Moldavia      | F. C. Sheriff Tiraspol | Moldavia | 2023 |
| Copa de Moldavia      | F. C. Sheriff Tiraspol | Moldavia | 2025 |